# Pontiac Vibe

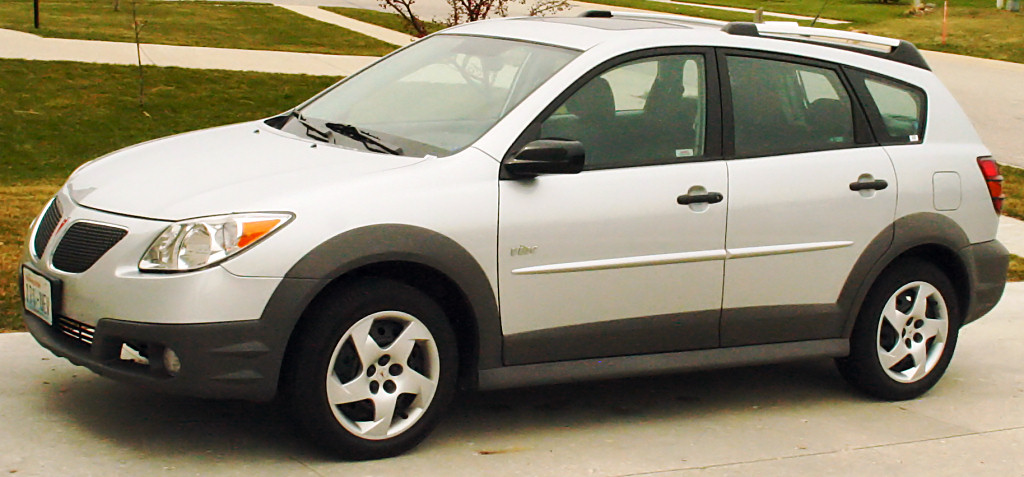
2006 Pontiac Vibe

Pontiac Vibe är en personbil, som tillverkas sedan 2003 vid NUMMI-fabriken i Kalifornien, USA, ett samarbetsprojekt mellan General Motors och Toyota. Bilen har en fyrcylindrig 1,8-litersmotor på 130 resp. 180 hk från Toyota Celica. Övriga chassikomponenter kommer från Toyota Corolla.
Bilen säljs även med Toyota-grill i Nordamerika under namnet Toyota Matrix. Den har även exporterats till Japan under namnet Toyota Voltz.